# Armavir (tỉnh)
Armavir (tiếng Armenia: Արմավիր) là một tỉnh của Armenia có thủ phủ là Armavir. Tỉnh này nằm ở phía tây của Armenia trong thung lũng Ararat, và có 45 dặm ranh giới với các tỉnh Kars và Iğdır của Thổ Nhĩ Kỳ ở phía nam và tây.